# Poniatowa
Poniatowa là một thị trấn thuộc huyện Opolski, tỉnh Lubelskie ở đông-nam Ba Lan. Thị trấn có diện tích 15 km². Đến ngày 1 tháng 1 năm 2011, dân số của thị trấn là 9541 người và mật độ 625 người/km².